# قانا

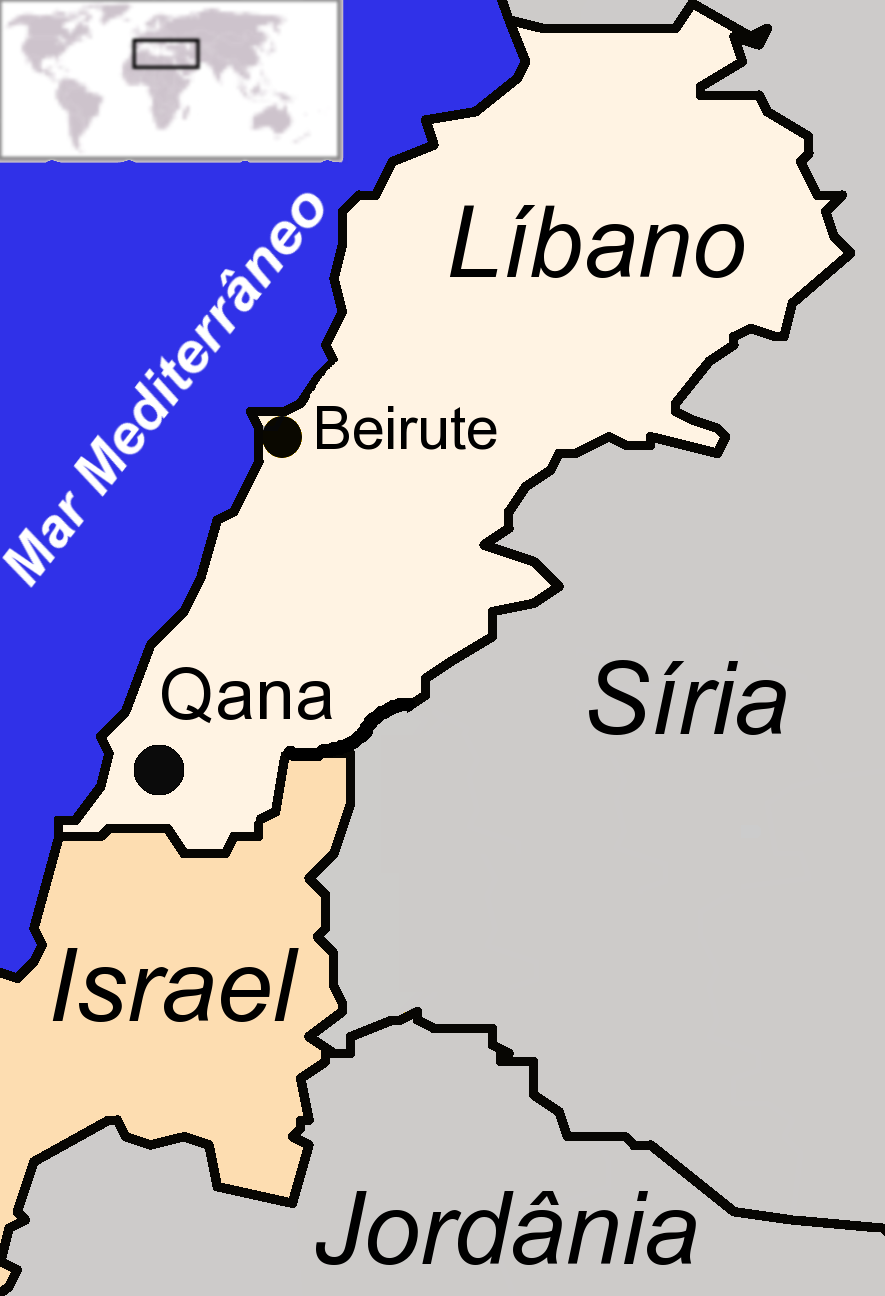
خريطة تظهر موقع قانا

'قانا' أو قانا الجليل قرية لبنانية تقع 95 كيلومترا جنوب بيروت في قضاء صور من محافظة الجنوب. تبلغ مساحتها حوالي 11 كليو متر مربع وعدد سكانها حوالي 20 ألف نسمة بين مهاجر ومقيم.

## جغرافيتها
تبعد قانا 13 كيلومترا إلى الشرق من مدينة صور. وترتفع 300 متر عن سطح البحر. يحدها من الشرق دير عامص ومن الشمال عيتيت، ومن الغرب حناويه أما جنوباً فتحدها صدّيقين.. وتضم قانا الجليل أحياء كثيرة منها: حارة الفوقا، حارة التحتا، حي السيدة صالحة (يوجد مقام لسيدة جليلة)، حي البركة، حي المحافر، حي الجامع الشرقي، حارة مار يوسف ، حي الحافور، حي الوارداني، حي الخشنة، حي الماصية، حي الحمّارة، الخريبة.

## في المسيحية

### أعجوبة يسوع
ذكر في الإنجيل (يوحنا 2-4) أن يسوع الناصري قام بأول أعاجيبه في قرية قانا حين حول الماء إلى نبيذ. واختلف المؤرخون حول الموقع فمنهم من نسبه لقرية كفر كنا في منطقة الجليل أو قنت الجليل في إسرائيل أو عين قانا وهي قرية في جنوب لبنان.

## مؤسساتها
تضم البلدة عدة مؤسسات تعليمية منها تكميلية قانا الرسمية، وثانوية قانا الرسمية، ومدرسة قانا الجليل، والمدرسة النموذجية جبل عامل، ومدرسة الرضا، ومعهد قانا الفني.
أما بالنسبة إلى المؤسسات الصحية، فإضافة إلى مستشفى شهداء مجزرة قانا الجليل الذي هو قيد التجهيز هنالك مستوصف قانا الجليل الحكومي، ومستوصف بلدية قانا ومستوصف وزارة الشؤون الاجتماعية.

## السكان
يبلغ عدد سكان قانا حوالي 20 ألف نسمة بين مهاجر ومقيم .

## مجازر إسرائيل في قانا
أثناء اجتياحه لبنان العام 1982، عمد العدو الإسرائيلي إلى إحراق مغارة قانا، وتذرّع جنوده بوجود مسلحين داخلها. وآثار الحريق ما تزال بادية على الجدران.
- مذبحة قانا 1996: في أبريل/ نيسان 1996 شنت إسرائيل عملية عسكرية ضد حزب الله عرفت باسم «عناقيد الغضب» في وقت كانت إسرائيل ما زالت تحتل شريطا حدوديا في جنوب لبنان... وهربا من القصف المتواصل، لجأ نحو 800 مدني لبناني إلى مركز قيادة للقوات الدولية المنتشرة في جنوب لبنان (يونيفيل) تديره القوات الفيجية في قانا. وفي يوم الخميس 18 أبريل/ نيسان تعرض المركز إلى قصف مدفعي إسرائيلي أسفر عنه مقتل 106 مدنيين لبنانييين وجرح 116 آخرين إضافة إلى جرح أربعة من جنود القوات الدولية. وتسبب ذلك في ادانة دولية واسعة، وفرض ضغوطا شديدة على الحكومة الإسرائيلية التي كان يترأسها شيمون بيريز في ذلك الوقت[4]

- مذبحة قانا 2006: وفي عام 2006 قصفت إسرائيل مبنى سكنيا كلن التجاء إلى ملجأه عدد من السكان فأوقعت فيه أكثر من 55 قتيلا من بينهم أكثر من 27 طفلا.

- مذبحة قانا 2024

## أعلامها
- جوزف نجيم، (1926 - 25 ديسمبر 1983) شاعر.

## وصلات خارجية

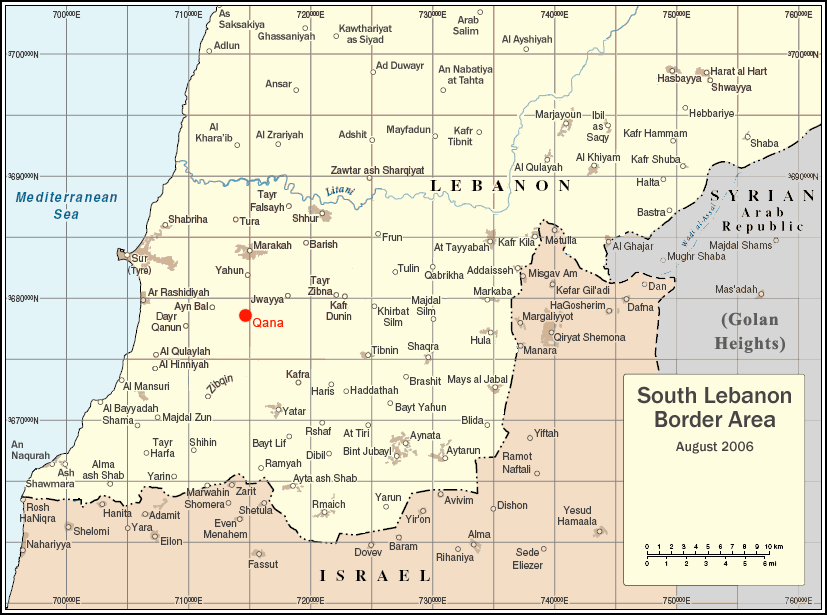
خريطة تظهر جزء من الجنوب اللبناني وتظهر بلدةقانا باللون الأحمر

يوجد موقع الكتروني لها للاخبار www.yaqana.org